# Hendrik Lofvers

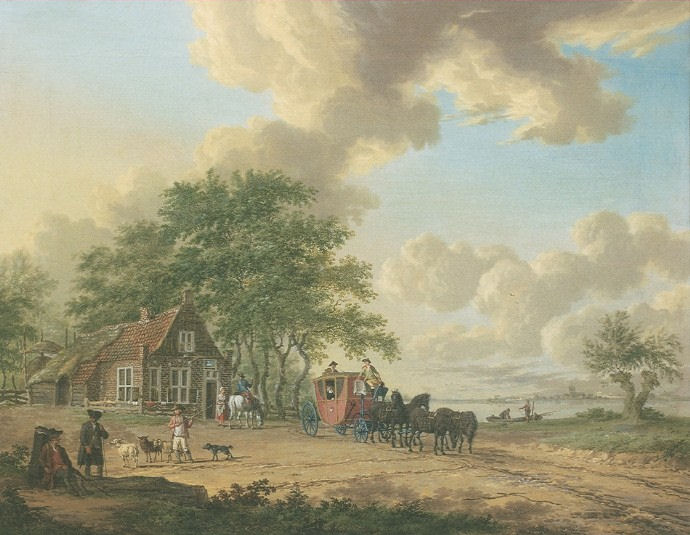
Koets bij een pleisterplaats (1789)

Hendrik Lofvers (gedoopt Groningen, 1 september 1739 - begraven Groningen, 14 januari 1806) was een Nederlands kunstschilder en tekenaar.
Hendrik werd geboren in de Oude Kijk in 't Jatstraat en gedoopt in de Martinikerk in Groningen. Hij was zoon van kunstschilder Pieter Lofvers en Fennechjen Pieters. Hendrik leerde het schildersvak van zijn vader. Hij werkte als verlakker in het atelier van zijn vader en nam diens behangfabriek over. Lofvers schilderde vooral landschappen en portretten. In de collectie van het Groninger Museum bevindt zich onder meer zijn zelfportret uit 1795.  